# Lisa Sotohana
Lisa Sotohana (外花りさ Sotohana Risa?, 28 de enero de 1988) es una de las integrantes del grupo de Pop japonés BeForU. Su nombre romanizado literalmente es Risa, pero en su pronunciación es de la R como una L. Su nombre con letras latinas se escribe como Lisa, aparte.
Siendo la miembro más joven, en el 2004 entró a la segunda generación de BeForU bajo el nombre de BeForU NEXT, junto con Miharu Arisawa y Sayaka Minami. Lisa aparte de desempeñarse como vocalista, también toca el teclado y el bajo, y ha compuesto temas para trabajos junto con su grupo.
En el 2007 grabó su primera canción en solitario, "Hosoi Kusari", para el miniálbum 6NOTES, y fue la única que también participó en la producción de su tema.

## Canciones
No están incluidos sus trabajos con BeForU
- Hosoi Kusari (incluido en 6NOTES)
- We are Diskko Yottsu Uchi Inochi! (colaboración con Yoma)